# 理查德·迪弗
理查德·迪弗（英語：Richard Deaver，1931年2月7日—），生于加利福尼亚州亨廷顿公园，美国前男子帆船运动员。他曾代表美国参加1964年夏季奥林匹克运动会帆船比赛，获得一枚铜牌。